# Triraphis
Triraphis là một chi thực vật có hoa trong họ Hòa thảo (Poaceae).

## Loài
Chi Triraphis gồm các loài: